# Daniel Naumov
Daniel Naumov (bulgare : Даниел Наумов), né le 29 mars 1998 à Gotsé Deltchev en Bulgarie est un footballeur international bulgare qui évolue au poste de gardien de but à l'OFI Crète.

## Biographie

### En club
Né à Gotsé Deltchev en Bulgarie, Daniel Naumov est formé par le CSKA Sofia avant de rejoindre en 2015 le Ludogorets Razgrad.
Il fait sa première apparition en première division bulgare le 28 mai 2017 face au Tcherno More Varna. Il est titularisé et son équipe s'impose par trois buts à un.
En juillet 2019, Daniel Naumov rejoint le CSKA 1948. Le transfert est annoncé le 13 juin 2019 et il signe un contrat de deux ans, soit jusqu'en juin 2021.
Il joue son premier match pour le club le 22 juillet 2019, lors de la première journée de la saison 2019-2020 de deuxième division bulgare, face au Lokomotiv Sofia. Il est titularisé et son équipe l'emporte par deux buts à zéro.
Naumov est récompensé du titre de meilleur gardien de but de Bulgarie pour l'année 2022. Un prix partagé avec Svetoslav Vutsov.

### En sélection
Daniel Naumov représente l'équipe de Bulgarie des moins de 17 ans. Avec cette sélection il participe au championnat d'Europe des moins de 17 ans en 2015. Lors de ce tournoi organisé en Bulgarie il joue deux matchs en tant que titulaire mais son équipe est éliminée dès la phase de groupe avec un bilan de deux défaites et un nul en trois matchs.
Daniel Naumov est convoqué pour la première fois avec l'équipe nationale de Bulgarie en février 2020, par le sélectionneur Georgi Dermendzhiev. Mais il ne joue aucun match lors de ce rassemblement. 
Naumov est rappelé avec la Bulgarie en mars 2021 par le nouveau sélectionneur, Yasen Petrov, et honore cette fois sa première sélection le 31 mars 2021, contre l'Irlande du Nord. Il est titularisé et les deux équipes se neutralisent (0-0 score final),. Le 8 juin 2021, pour sa troisième sélection, Naumov se fait remarquer lors d'un match contre la France. Malgré la défaite de son équipe (3-0 score final), il est l'auteur d'une prestation convaincante avec plusieurs arrêts décisifs, notamment des parades face à Kylian Mbappé, qu'il empêche de marquer ce jour-là,.